# 塔雅·圖倫尼
塔雅·圖倫尼（芬蘭語：Tarja Turunen，1977年8月17日—），是位芬蘭抒情女高音及詞曲創作人，以芬蘭交響力量金屬樂團日暮頌歌前任主唱的身分而聞名。她在2005年10月22日離開樂團。目前她以塔雅的名義進行個人音樂事業。丈夫為阿根廷企業家馬塞洛·卡布利（Marcelo Cabuli）。塔雅曾上過數個芬蘭電視節目，包括在2007年3月27日擔任芬蘭偶像的客座評審。

## 生涯

### 日暮頌歌時期
塔雅出生於芬蘭基泰，六歲開始學習音樂，18歲搬至庫奧皮奧，進入西貝流士音樂學院就讀。 1996年，她與同學托馬斯·霍洛帕尼一起組成日暮頌歌。 該年塔雅還參加了薩翁林納歌劇節。 不過，一直到1998年日暮頌歌推出極為成功的專輯《慾海重生》後，塔雅才打開國際上的知名度。
1999年，塔雅參與了數場Waltari樂團在芬兰国家歌剧院所表演的搖滾芭蕾舞劇《Evankeliumi》（又名《Evangelicum》）。 2000年與2001年，在完成德國卡爾斯魯厄音樂大學的入學註冊後，她與日暮頌歌一同巡迴並錄製專輯《世紀之子》。她另外還參與無遠彿界（Beto Vázquez Infinity）的專輯。
2002年，塔雅前往南美洲巡迴演唱，參加門票銷售一空的古典藝術歌曲演唱會「斯堪地那維亞之夜」（Noche Escandinava）。之後，日暮頌歌在結束《世紀之子》的世界巡迴後決定暫時停止活動，塔雅回到卡爾斯魯厄。該年，塔雅被《Soundi》雜誌讀者票選為芬蘭最佳歌手。
2003年12月，芬蘭總統塔里娅·哈洛宁與她丈夫邀請塔雅至赫爾辛基的總統府參加芬蘭獨立日派對。這場活動是芬蘭最大的社會活動。除了數個報章雜誌媒體的稱讚，芬兰广播公司的觀眾認為塔雅是當晚最令人印象深刻的女士。

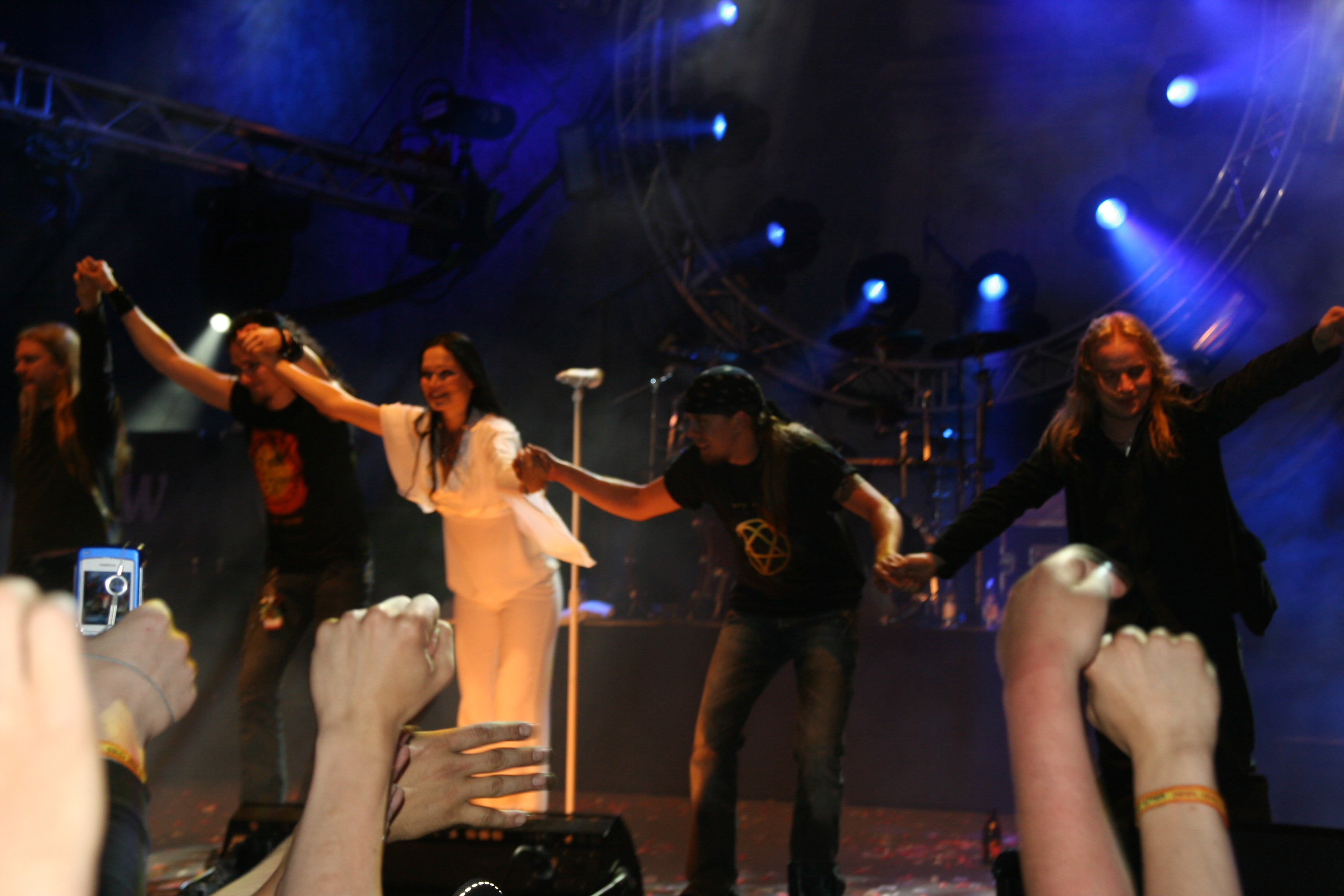
2005年6月的日暮頌歌「恍如隔世世界巡迴演唱會」

日暮頌歌重新活動後，塔雅回到樂團錄製《恍如隔世》，並展開世界巡迴。2004年春天，她參加第二次「斯堪地那維亞之夜」巡迴演出。同年聖誕，她發行單曲《Yhden Enkelin Unelma》，在芬蘭獲得金唱片認證。 2005年春天，她與德國音樂人Martin Kesici合作，組成「Leaving You for Me」，並拍攝音樂錄影帶。2005年10月21日，日暮頌歌其她成員發表公開信要求塔雅離團，指她「態度改變」，越來越重視金錢。 她隨後也在網站上以公開信回應（該信已被官方網站刪除，但仍可見於歌迷網站）。2006年2月，塔雅丈夫馬塞洛在官方網站留言要處理局面，並表示任何人如對塔雅和樂團之間有何疑問，請寄電子郵件給他。 2006年6月，馬塞洛對於他所收到的信件進行回應。 他在回應中反駁了貪圖金錢的指控：
|  | 毫無疑問的，金錢不是她生命中最優先的事。（...）如果你們去查樂團裡誰收入最多，你們會驚訝的。 -馬塞洛·卡布利 |

### 個人時期
2005年，塔雅參加了芬蘭、德國、西班牙和羅馬尼亞等地的聖誕演唱會。2006年，她錄製了一張聖誕專輯，並為哥哥提莫·图伦尼（Timo Turunen）的首張專輯獻聲。她也再次參加薩翁林納歌劇節。
9月17日，塔雅宣布歐洲個人巡迴，巡迴城市包括柏林、倫敦、莫斯科、布達佩斯、雅典、科隆、巴黎、阿姆斯特丹和蘇黎世。
2007年10月，一個環球音樂和英國斯潘法姆唱片認可的歌迷團體將透過英國當地公司Worst Decision （页面存档备份，存于）進行活動。他們目的是透過熱情歌迷宣傳塔雅的新單曲、專輯和巡迴演唱。其中貢獻最大的歌迷將可獲得免費的禮物。 雖然目前主要是以英國市場為主，但他們希望世界各地的歌迷都能參加，讓塔雅的演唱事業能擴展到全世界。

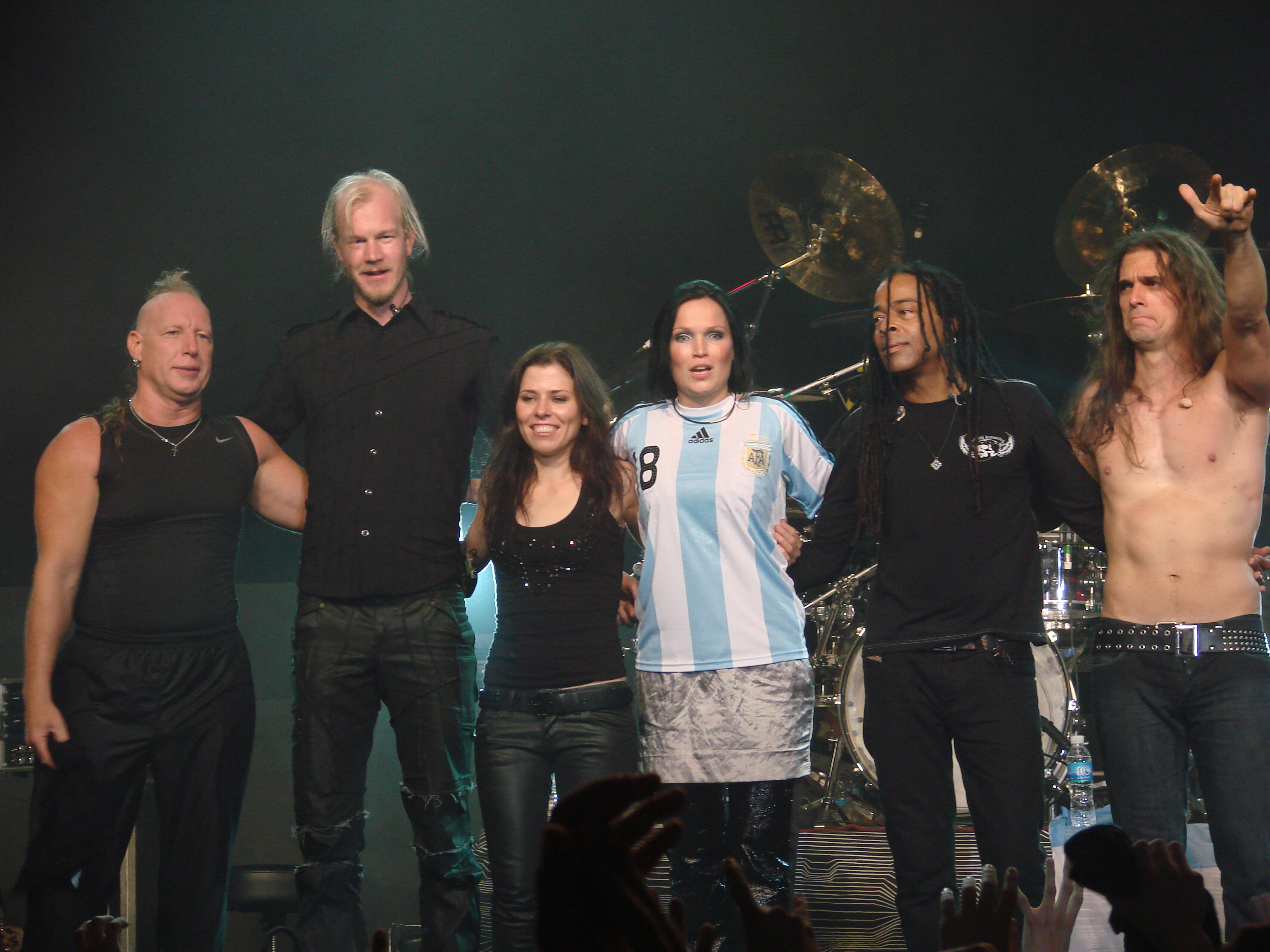
2008年塔雅與他的樂團於歐布拉斯體育場合影。

塔雅首張獨立專輯《寒冬風暴》在2007年11月發行，芬蘭發行當天就達到金唱片。專輯登上芬蘭排行榜冠軍，在芬蘭與俄羅斯分別獲得白金唱片和金唱片認證。專輯也在匈牙利和捷克贏得金唱片認證。她也為核爆唱片（Nuclear Blast Records）合輯《Into The Light》獻唱《In The Picture》。
2007年年底，塔雅分別被「ECHO」與「Emma」兩音樂獎提名為「最佳新人」與「最佳芬蘭藝人」。她也擔任金屬女聲音樂節（Metal Female Voices Fest）第一天的壓軸藝人。
2008年5月9日，塔雅展開漫長的歐洲巡迴「Storm Tour」。她選擇德國萊比錫作為巡迴第一站。塔雅透過《寒冬風暴》部落格向歌迷表示，她將前往安地卡島與之前合作的製作人一同工作，她對專輯有很多想法，專輯目前正在製作當中。
2008年7月，她在《寒冬風暴》部落格發表兩首新歌：新專輯的《The Crying Moon》和《寒冬風暴》特別版的《Enough》。
2008年9月10日，英國斯潘法姆唱片宣布他們將在12月1日發行塔雅的新EP，這張將會融入新元素。12月《The Seer EP》在英國發行，另外新版《寒冬風暴》將在2009年1月2日發行。
2009年10月，塔雅將再度參加金屬女聲音樂節。
2010年8月，塔雅發行第三張個人專輯《潛伏》，十一首歌曲皆為自己或與音樂人合作的個人創作；其中單曲《Until My Last Beneath》的音樂錄影帶，因為搖滾巨星麥可·傑克遜驟逝，有感而發因而製作兩種版本。比起上一張《寒冬風暴》專輯，此作品於商業上的表現稍微遜色，網路金屬音樂雜誌Metal Storm評價：「塔雅的創作能力似乎無法與其歌唱能力並駕齊驅」。此專輯改版後另收錄《Naiad》等新作。
2012年8月，塔雅發行現場專輯《ACT I: Live in Rosario》，收錄3月於阿根廷 El Círculo Theatre 演唱實況，曲目包含三張個人專輯，於日暮頌歌時期的熱門曲《Nemo》、《Over The Hills And Far Away》、新曲《Into the Sun 》等。此時亦宣布第四張個人專輯製作中，並計畫新的個人巡迴演唱。
2013年5月，官方宣布將於8月底發行第四張個人專輯《闇影原色》，新巡迴名為「Beauty and the Beast Tour」，並將發行現場專輯。
2016年6月，台灣舉行演唱會。8月參加德國最大金屬音樂節Wacken Open Air，並且發行新專輯。

## 音樂作品
- 2006： Henkäys Ikuisuudesta (聖誕古典專輯)
- 2007：《寒冬風暴》（My Winter Storm）
- 2010：《潛伏》 (What Lies Beneath)
- 2013：《闇影原色》(Colours in the Dark)
- 2015：(Ave Maria – En Plein Air)
- 2016：(The Brightest Void)
- 2016：(The Shadow Self)

## 外部連結
- 官方网站  （英文） （西班牙文）
- 塔雅·圖倫尼的環球音樂微型網站
- 塔雅·圖倫尼的MySpace主頁